# Трухачёво (Московская область)
Трухачёво — деревня в Серпуховском районе Московской области. Входит в состав Липицкого сельского поселения (до 29 ноября 2006 года входила в состав Балковского сельского округа).

## Население
| 2002 | 2006 | 2010 |
| ---- | ---- | ---- |
| 4    | ↘2   | ↗6   |

## География
Трухачёво расположено примерно в 30 км (по шоссе) на юго-восток от Серпухова, у истока безымянного ручья, левого притока реки Незнайка (левый приток Восьмы), высота центра деревни над уровнем моря — 218 м.

## Современное состояние
На 2016 год в деревне зарегистрированы 1 улица — Приветливая и 4 садовых товарищества. Трухачёво связано автобусным сообщением с райцентром и соседними населёнными пунктами.